# Anthology of American Folk Music
La Anthology of American Folk Music (Antología de la música folclórica estadounidense) es una compilación de seis álbumes publicada en 1952 por Folkways Records. Comprende ochenta y cuatro grabaciones de folk, blues y country de Estados Unidos que se lanzaron originalmente entre 1926 y 1933. El cineasta experimental Harry Everett Smith compiló la música de su colección personal de discos de 78 rpm. El álbum es famoso por su papel en el resurgimiento de la música folclórica estadounidense en las décadas de 1950 y 1960. La antología fue lanzada como disco compacto por Smithsonian Folkways Recordings el 19 de agosto de 1997.

## Compilación y lanzamiento
Harry Smith fue un cineasta, bohemio y excéntrico de la costa oeste de Estados Unidos. Alrededor de 1940, desarrolló el pasatiempo de coleccionar discos viejos de blues, jazz, country, cajún y gospel. Si bien el mercado discográfico de Estados Unidos a menudo consideraba que estas grabaciones eran efímeras, Smith las tomó en serio y acumuló una colección de varios miles de discos, y con el tiempo comenzó a desarrollar un interés en preservarlos y curarlos.
En 1947, Smith se reunió con Moses Asch, interesado en vender o licenciar la colección al sello de Asch, Folkways Records. Smith escribió que seleccionó grabaciones entre "1927, cuando la grabación electrónica hizo posible la reproducción precisa de la música, y 1932, cuando la Gran Depresión detuvo las ventas de música popular". Cuando se lanzó la Anthology, ni Folkways ni Smith poseían los derechos de licencia de estas grabaciones, muchas de las cuales habían sido emitidas inicialmente por compañías discográficas que aún existían, incluidas Columbia y Paramount. Por tanto, la antología técnicamente calificaba como un contrabando de alto perfil. Folkways obtendría más tarde algunos derechos de licencia, aunque la Anthology no tendría licencia completa hasta la reedición de Smithsonian Folkways Recordings en 1997.

## Secuenciación
Smith dividió la compilación en tres volúmenes de dos álbumes cada uno: "Baladas", "Música social" y "Canciones". Como indica el título, el volumen "Baladas" consta de baladas, incluidas muchas versiones estadounidenses de canciones infantiles originadas en la tradición popular inglesa. Cada canción cuenta una historia sobre un evento o tiempo específico, y Smith pudo haber insinuado una narrativa histórica, una hipótesis sugerida por el hecho de que muchas de las primeras canciones de este volumen son antiguas baladas folclóricas inglesas, mientras que las canciones finales del volumen tratan sobre las dificultades de los trabajadores del campo en la década de 1920. El primer álbum en el volumen de "Música social" consiste principalmente en música interpretada en reuniones sociales y bailes. Muchas de las canciones son instrumentales. El segundo álbum del volumen "Música social" consta de canciones religiosas y espirituales. El tercer volumen de "Canciones" consta de canciones regulares que tratan de la vida cotidiana. El crítico Greil Marcus describe sus intereses temáticos como "matrimonio, trabajo, disipación, prisión y muerte".

## Diseño
Smith también editó y dirigió el diseño de la Anthology. Él mismo creó las notas, y estas notas son casi tan famosas como la música, utilizando un método de collage fragmentado que presagió algunas obras de arte posmodernas. Smith también escribió breves sinopsis de las canciones de la colección, que se leen como titulares de un periódico, para la canción "King Kong Kitchie Kitchie Ki-Me-O" de Chubby Parker, una canción sobre un ratón que se casa con una rana, señala Smith: "Mestizaje zoológico logra nupcias de rana y ratón, los familiares lo aprueban".
En la década de 1960, Irwin Silber reemplazó las portadas de Smith con una fotografía de Ben Shahn de un agricultor pobre durante la Gran Depresión. A pesar de las objeciones de Smith, algunos han considerado esta una sabia elección comercial en la atmósfera política del movimiento folk durante esa década.

## Recepción
Escribiendo para Allmusic, el crítico John Bush escribió la compilación "bien podría ser el documento más influyente del resurgimiento de la música folk de los años cincuenta. Muchas de las grabaciones que aparecieron en él habían languidecido durante veinte años, y resultó ser una revelación para un nuevo conjunto de músicos, desde Pete Seeger a John Fahey a Bob Dylan... Sin embargo, muchas de las selecciones más interesantes de la antología están tomadas de artistas [poco conocidos]... como Clarence Ashley, Bascom Lamar Lunsford y Buell Kazee." En su reseña para The Village Voice, el crítico Robert Christgau escribió: "El acto histórico de Harry Smith... domina dos conceptos muy de los 90: el canon que se acumula a medida que el rock acumula comentarios, y las compilaciones que se multiplican a medida que las disqueras reciclan su catálogo. En su tiempo, arrebató la idea del folk a ideólogos y etnomusicólogos, al imaginar una música comercial de placer y alienación cotidianos, que bien podría haber sido concebida para fusionarse con un rock and roll que aún no existía". Jon Pareles, escribiendo en The New York Times, dijo que las canciones "todavía suenan maravillosas y extrañas".

## Influencia

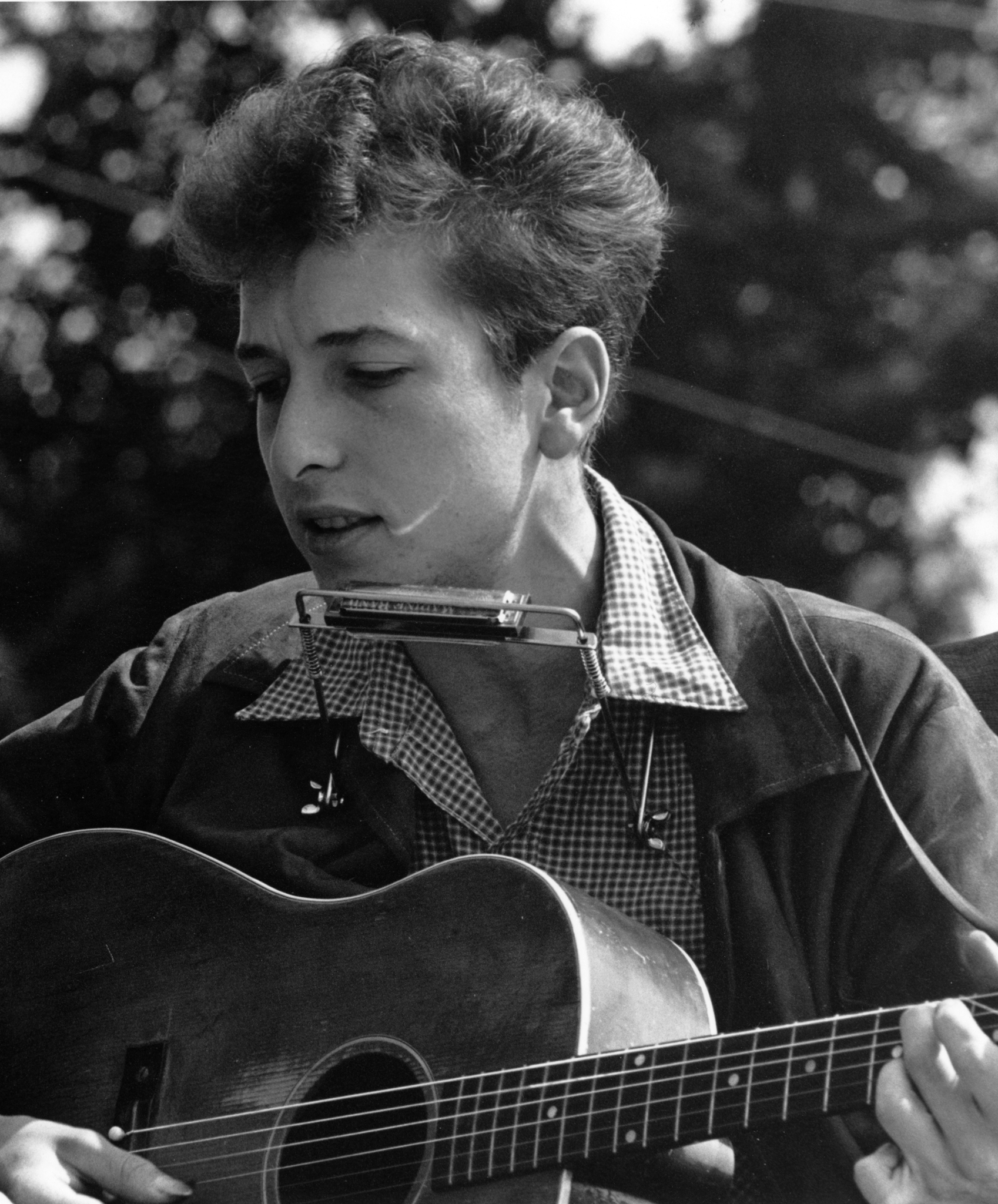
Bob Dylan fue uno de los músicos influidos por la antología

La Anthology ha tenido una importante influencia histórica. El método de secuenciación de pistas de Smith, junto con sus notas, llamaron la atención de artistas. Esta reintroducción de estilos populares de la música rural estadounidense de los años seleccionados tuvo un impacto en la etnomusicología y fue tanto directa como indirectamente responsable del renacimiento de la música folclórica estadounidense.
Las canciones de la antología proporcionaron una inspiración directa a gran parte del movimiento de la música folclórica emergente. La Anthology difundió música que había sido conocida casi exclusivamente por grupos socioeconómicos marginales. Muchas de las personas que escucharon esta música por primera vez a través de la antología procedían de entornos culturales y económicos muy diferentes a los de sus creadores y oyentes originales. Muchas canciones previamente desconocidas se convirtieron en estándares en eventos y clubes folclóricos debido a su inclusión en la Anthology. Algunos de los músicos representados en la antología vieron revivir sus carreras musicales e hicieron grabaciones adicionales y apariciones en vivo.
En general, se cree que este documento tuvo una enorme influencia en el resurgimiento del folk y el blues de las décadas de 1950 y 1960, y trajo las grabaciones de Blind Lemon Jefferson, Mississippi John Hurt, Dick Justice y muchos otros a la atención de músicos como Bob Dylan y Joan Baez. Como se indica en las notas de la reedición de 1997, el músico Dave van Ronk había comentado que "todos sabíamos cada palabra de cada canción, incluidas las que odiamos". En 2012, el álbum ocupó el puesto 278 en la lista «Los 500 mejores álbumes de todos los tiempos» de la revista Rolling Stone. Es el álbum más antiguo de esa lista y también incluye las grabaciones más antiguas (que se remontan a la grabación de Uncle Dave Macon de "Way Down the Old Plank Road" en abril de 1926).

## Lista de canciones
| Volumen uno: Baladas |                                                |                                          |          |  |
| N.º                  | Título                                         | Artista                                  | Duración |  |
| 1.                   | «Henry Lee (1932)»                             | Dick Justice                             | 3:26     |  |
| 2.                   | «Fatal Flower Garden (1930)»                   | Nelstone's Hawaiians                     | 2:55     |  |
| 3.                   | «The House Carpenter (1930)»                   | Clarence Ashley                          | 3:14     |  |
| 4.                   | «Drunkard's Special (1929)»                    | Coley Jones                              | 3:16     |  |
| 5.                   | «Old Lady and the Devil (1928)»                | Bill & Belle Reed                        | 3:02     |  |
| 6.                   | «The Butcher's Boy (1928)»                     | Buell Kazee                              | 3:02     |  |
| 7.                   | «The Waggoner's Lad (1928)»                    | Buell Kazee                              | 3:02     |  |
| 8.                   | «King Kong Kitchie Kitchie Ki-Me-O (1928)»     | Chubby Parker                            | 3:08     |  |
| 9.                   | «Old Shoes and Leggins (1929)»                 | Uncle Eck Dunford                        | 2:59     |  |
| 10.                  | «Willie Moore (1927)»                          | Dick Burnett & Leonard Rutherford        | 3:13     |  |
| 11.                  | «A Lazy Farmer Boy (1930)»                     | Buster Carter and Preston Young          | 2:57     |  |
| 12.                  | «Peg and Awl (1929)»                           | The Carolina Tar Heels                   | 2:57     |  |
| 13.                  | «Ommie Wise (1929)»                            | G. B. Grayson                            | 3:09     |  |
| 14.                  | «My Name Is John Johanna (1927)»               | Kelly Harrell                            | 3:12     |  |
| 15.                  | «Bandit Cole Younger (1930)»                   | Edward L. Crain                          | 2:54     |  |
| 16.                  | «Charles Guiteau (1927)»                       | Kelly Harrell                            | 3:03     |  |
| 17.                  | «John Hardy Was a Desperate Little Man (1930)» | The Carter Family                        | 2:55     |  |
| 18.                  | «Gonna Die with My Hammer in My Hand (1927)»   | Wiliamson Brothers and Curry             | 3:24     |  |
| 19.                  | «Stackalee (1927)»                             | Frank Hutchison                          | 2:58     |  |
| 20.                  | «White House Blues (1926)»                     | Charlie Poole c/ North Carolina Ramblers | 3:31     |  |
| 21.                  | «Frankie"(1928)»                               | Mississippi John Hurt                    | 3:25     |  |
| 22.                  | «When That Great Ship Went Down (1927)»        | William and Versey Smith                 | 2:55     |  |
| 23.                  | «Engine 143 (1927)»                            | The Carter Family                        | 3:16     |  |
| 24.                  | «Kassie Jones (1928)»                          | Furry Lewis                              | 6:13     |  |
| 25.                  | «Down on Penny's Farm (1929)»                  | The Bently Boys                          | 2:47     |  |
| 26.                  | «Mississippi Boweavil Blues (1929)»            | Charlie Patton                           | 3:07     |  |
| 27.                  | «Got the Farm Land Blues (1932)»               | The Carolina Tar Heels                   | 3:16     |  |

| Volumen dos: Música social |                                              |                                                                 |          |  |
| N.º                        | Título                                       | Artista                                                         | Duración |  |
| 1.                         | «Sail Away Lady (1926)»                      | Uncle Bunt Stephens                                             | 2:56     |  |
| 2.                         | «The Wild Wagoner (1928)»                    | Jilson Setters                                                  | 3:14     |  |
| 3.                         | «Wake Up Jacob (1929)»                       | Prince Albert Hunt's Texas Ramblers                             | 2:52     |  |
| 4.                         | «La Danseuse (1929)»                         | Delma Lachney and Blind Uncle Gaspard                           | 2:54     |  |
| 5.                         | «Georgia Stomp (1929)»                       | Andrew & Jim Baxter                                             | 2:44     |  |
| 6.                         | «Brilliancy Medley (1930)»                   | Eck Robertson and Family                                        | 2:59     |  |
| 7.                         | «Indian War Whoop (1928)»                    | Floyd Ming and his Pep-Steppers                                 | 3:10     |  |
| 8.                         | «Old Country Stomp (1928)»                   | Henry Thomas                                                    | 2:52     |  |
| 9.                         | «Old Dog Blue (1928)»                        | Jim Jackson                                                     | 3:01     |  |
| 10.                        | «Saut Crapaud (1929)»                        | Columbus Fruge                                                  | 2:47     |  |
| 11.                        | «Acadian One Step (1929)»                    | Joseph Falcon                                                   | 2:57     |  |
| 12.                        | «Home Sweet Home (1933)»                     | The Breaux Freres (Clifford Breaux, Ophy Breaux, Amedee Breaux) | 3:00     |  |
| 13.                        | «Newport Blues (1929)»                       | Cincinnati Jug Band                                             | 2:55     |  |
| 14.                        | «Moonshiner's Dance Part One (1927)»         | Frank Cloutier and the Victoria Cafe Orchestra                  | 2:39     |  |
| 15.                        | «Must Be Born Again (1927)»                  | Rev. J. M. Gates                                                | 1:28     |  |
| 16.                        | «Oh Death Where Is Thy Sting (1927)»         | Rev. J. M. Gates                                                | 1:26     |  |
| 17.                        | «Rocky Road (1928)»                          | Alabama Sacred Harp Singers                                     | 2:42     |  |
| 18.                        | «Present Joys (1928)»                        | Alabama Sacred Harp Singers                                     | 2:50     |  |
| 19.                        | «This Song of Love (1932)»                   | Middle Georgia Singing Convention No. 1                         | 2:56     |  |
| 20.                        | «Judgement (1927)»                           | Sister Mary Nelson                                              | 2:23     |  |
| 21.                        | «He Got Better Things for You (1929)»        | Memphis Sanctified Singers                                      | 2:52     |  |
| 22.                        | «Since I Laid My Burden Down (1929)»         | Elders McIntorsh and Edwards' Sanctified Singers                | 3:16     |  |
| 23.                        | «John the Baptist (1928)»                    | Moses Mason                                                     | 3:02     |  |
| 24.                        | «Dry Bones (1929)»                           | Bascom Lamar Lunsford                                           | 2:58     |  |
| 25.                        | «John the Revelator (1930)»                  | Blind Willie Johnson                                            | 3:18     |  |
| 26.                        | «Little Moses (1932)»                        | The Carter Family                                               | 3:11     |  |
| 27.                        | «Shine on Me (1930)»                         | Ernest Phipps and His Holiness Singers                          | 3:01     |  |
| 28.                        | «Fifty Miles of Elbow Room (1931)»           | Rev. F.W. McGee                                                 | 2:40     |  |
| 29.                        | «I'm in the Battle Field for My Lord (1929)» | Rev. D.C. Rice and His Sanctified Congregation                  | 3:19     |  |

| Volumen tres: Canciones |                                             |                                                |          |  |
| N.º                     | Título                                      | Artista                                        | Duración |  |
| 1.                      | «The Coo Coo Bird (1929)»                   | Clarence Ashley                                | 2:54     |  |
| 2.                      | «East Virginia (1929)»                      | Buell Kazee                                    | 2:58     |  |
| 3.                      | «Minglewood Blues (1928)»                   | Cannon's Jug Stompers                          | 3:05     |  |
| 4.                      | «I Woke Up One Morning in May (1929)»       | Didier Hebert                                  | 3:01     |  |
| 5.                      | «James Alley Blues (1927)»                  | Richard Rabbit Brown                           | 3:05     |  |
| 6.                      | «Sugar Baby (1928)»                         | Dock Boggs                                     | 2:56     |  |
| 7.                      | «I Wish I Was a Mole in the Ground (1928)»  | Bascom Lamar Lunsford                          | 3:19     |  |
| 8.                      | «Mountaineer's Courtship (1926)»            | Ernest Stoneman and Hattie Stoneman            | 2:42     |  |
| 9.                      | «The Spanish Merchant's Daughter (1930)»    | The Stoneman Family                            | 3:15     |  |
| 10.                     | «Bob Lee Junior Blues (1927)»               | The Memphis Jug Band                           | 3:08     |  |
| 11.                     | «Single Girl, Married Girl (1927)»          | The Carter Family                              | 2:44     |  |
| 12.                     | «Le vieux soûlard et sa femme (1928)»       | Cleoma Breaux and Joseph Falcon                | 3:08     |  |
| 13.                     | «Rabbit Foot Blues (1927)»                  | Blind Lemon Jefferson                          | 2:55     |  |
| 14.                     | «Expressman Blues (1930)»                   | Sleepy John Estes and Yank Rachell             | 3:01     |  |
| 15.                     | «Poor Boy Blues (1929)»                     | Ramblin' Thomas                                | 2:22     |  |
| 16.                     | «Feather Bed (1928)»                        | Cannon's Jug Stompers                          | 3:13     |  |
| 17.                     | «Country Blues (1928)»                      | Dock Boggs                                     | 2:56     |  |
| 18.                     | «99 Year Blues (1927)»                      | Julius Daniels                                 | 3:04     |  |
| 19.                     | «Prison Cell Blues (1928)»                  | Blind Lemon Jefferson                          | 2:44     |  |
| 20.                     | «See That My Grave Is Kept Clean (1928)»    | Blind Lemon Jefferson                          | 2:52     |  |
| 21.                     | «C'est si triste sans lui (1929)»           | Cleoma Breaux and Ophy Breaux w/ Joseph Falcon | 2:59     |  |
| 22.                     | «Way Down the Old Plank Road (1926)»        | Uncle Dave Macon                               | 2:58     |  |
| 23.                     | «Buddy Won't You Roll Down the Line (1930)» | Uncle Dave Macon                               | 3:15     |  |
| 24.                     | «Spike Driver Blues (1928)»                 | Mississippi John Hurt                          | 3:14     |  |
| 25.                     | «K.C. Moan (1929)»                          | The Memphis Jug Band                           | 2:31     |  |
| 26.                     | «Train on the Island (1929)»                | J. P. Nestor                                   | 2:31     |  |
| 27.                     | «The Lone Star Trail (1930)»                | Ken Maynard                                    | 3:12     |  |
| 28.                     | «Fishing Blues (1928)»                      | Henry Thomas                                   | 2:44     |  |

## Personal de producción
- Moses Asch: Notas, transferencias
- Peter Bartok: Transferencias
- Joe Bussard: Transferencias
- Philip Coady: Productor
- Pat Conte: Transferencias
- Evelyn Esaki: Dirección de arte
- John Fahey: Notas
- David Glasser: Masterización, restauración de audio
- Amy Horowitz: Productora ejecutiva, productora de reedición
- Luis Kemnitzer: Notas
- Kip Lornell: Notas
- Michael Maloney: Productor, coordinación de producción
- Greil Marcus: Notas
- Mary Monseur: Productora, coordinación de producción
- Steve Moreland: Productor
- Jon Pankake: Notas
- Charlie Pilzer: Masterización, restauración de audio, transferencias
- Chuck Pirtle: Notas
- Jeff Place: Notas, productor de la reedición, transferencias, anotaciones
- Pete Reiniger: Masterización, transferencias, productor de compilaciones
- Neil V. Rosenberg: Notas
- Luc Sante: Notas
- Peter Seitel: Edición
- Harry Smith: Productor, editor
- Stephanie Smith: Investigación
- Peter Stampfel: Notas
- Alan Stoker: Transferencias
- Scott Stowell: Dirección de arte, diseño
- Jack Towers: Transferencias
- Eric Von Schmidt: Notas